# Rozdolnenska, Kalanceak
Rozdolnenska (în ucraineană Роздольненська) este o comună în raionul Kalanceak, regiunea Herson, Ucraina, formată numai din satul de reședință.

## Demografie
Componența lingvistică a comunei Rozdolnenska
     Ucraineană (87,05%)
     Rusă (9,88%)
     Alte limbi (1,33%)
Conform recensământului din 2001, majoritatea populației comunei Rozdolnenska era vorbitoare de ucraineană (87,05%), existând în minoritate și vorbitori de rusă (9,88%) și armeană (1,42%).